# Genovevo Morejón
Genovevo Morejón (* 3. Januar 1954) ist ein ehemaliger kubanischer Hammerwerfer.
Bei den Zentralamerika- und Karibikspielen gewann 1974 Bronze und 1978 Silber. 1979 holte er Bronze bei den Panamerikanischen Spielen in San Juan, und 1982 siegte er bei den Zentralamerika- und Karibikspielen.
1983 triumphierte er bei den Leichtathletik-Zentralamerika- und Karibikmeisterschaften und den Panamerikanischen Spielen in Caracas und errang Silber bei den Iberoamerikanischen Leichtathletikmeisterschaften.
Seine persönliche Bestleistung von 70,22 m stellte er am 20. Juni 1980 in Havanna auf.